# Nevado Caraz
Pour les articles homonymes, voir Caraz et Caras.
Le Nevado Caraz, aussi appelé Caraz ou Caras, est une montagne composée de trois pics dans la cordillère Blanche, au Pérou. Il est situé dans la région d'Ancash.

## Géographie
Il y a trois sommets distincts. Le plus haut, le Caraz I, aussi appelé Caraz de Parón en raison de sa paroi sud visible depuis le lac Parón, culmine à 6 025 mètres. Les deux autres cimes, le Caraz II, ou Caraz de Santa Cruz, et le Caraz III atteignent respectivement 6 020 mètres et 5 720 mètres.
Cette montagne fait partie du Macizo del Huandoy, le massif du Huandoy, situé dans la partie septentrionale de la cordillère Blanche.

## Ascension
La première ascension du Caraz I est réussie le 14 juin 1955 par un trio d'alpinistes, Hermann Huber, Alfred Koch et Helmut Schmidt. Ils le gravissent par le versant sud. Cette même cordée atteint aussi en premier le sommet du Caraz II deux jours plus tard en passant par l’arête sud-est. Bien que situé à plus basse altitude, le Caraz III n'est gravi que le 5 juillet 1971 par une expédition italienne composée de Vincenzo Degasperi, Remo Nicolini, Marco Pilati et Bruno Tabarelli de Fatis.